# Die Wende
Die Wende (da.: forandringen) markerede begyndelsen af genforeningsprocessen mellem Østtyskland og Vesttyskland i kølvandet på den østtyske revolution og Berlinmurens fald 9. november 1989. Processen kulminerede 3. oktober 1990, da de tidligere DDR-delstater blev en del af Forbundsrepublikken, der dermed blev 25% større og gik fra 11 til 16 delstater.
Det tyske ord Wende fik nu en ny betydning; "Seit der Wende", efter genforeningen, efter murens fald eller siden forandringen. Die Wende er blevet synonymt med murens, jerntæppets og Østblokkens fald.
Die Wende betegner udviklingen af de samfundspolitiske forandringer som skete i DDR i slutningen af Sozialistische Einheitspartei Deutschlands magt og overgangen til det parlamentariske demokrati og dermed til den tyske genforening. Forandringen i DDR betegnes ofte som den fredelige revolution på grund af dele af DDR-befolkningens voldsfrie initiativer, protester og demonstrationer. De vigtigste hændelser skete i tidsrummet mellem kommunalvalget i maj 1989 og det eneste frie valg til Folkekammeret i marts 1990.
De politiske forandringer havde en tæt sammenhæng med den af Mikhail Gorbatjov indledte undladelse af brug af militær magt over landene i Østeuropa såvel med de dermed spirende reformbevægelser blandt andet i Polen, Ungarn og Tjekkoslovakiet. Foruden Sovjetunionens udenrigspolitiske åbning i forbindelse med Glasnost og Perestroika fremskyndtes den socialistiske planøkonomis mangler og ringe konkurrenceevne i DDR-økonomien under den fremadskridende globalisering og DDR´s dramatisk voksende statsgæld destabiliserede SED-diktaturet.